# Kobylin (powiat ciechanowski)
Kobylin – wieś sołecka w Polsce położona w województwie mazowieckim, w powiecie ciechanowskim, w gminie Opinogóra Górna.
W latach 1975–1998 miejscowość należała administracyjnie do województwa ciechanowskiego. W Kobylinie znajduje się również dwór z 4 ćw. XIX w

## Części wsi
| SIMC    | Nazwa    | Rodzaj    |
| ------- | -------- | --------- |
| 0121548 | Ksawerów | część wsi |
| 0121554 | Paulinów | część wsi |

## Historia
Dwór powstał w latach 80. XIX wieku najprawdopodobniej na zlecenie Karola Lentza- założyciela małej wytwórni maszyn rolniczych w Ciechanowie. Wieś wzmiankowana już w XV wieku jako własność szlachecka. Ma bogatą historię i wiele razy zmieniała właścicieli. Na początku XX wieku, majątek cały czas należał do inicjatora budowy dworu. W latach 1920-25 dokonano restauracji dworu i drobnych przebudów. Do lewego boku korpusu dostawiono sionkę, zlikwidowano wyjście na elewacji ogrodowej oraz wymieniono stolarkę okienną. Przed II wojną światową majątek należał już do Jana Borzymowskiego. Po wojnie majątek rozparcelowano a sam budynek przeznaczono na potrzeby szkoły. W 1965 roku do dworu dobudowano nowy pawilon mający służyć szkole. W latach 90. zawalił się dach nad środkową częścią dworu. Szkołę eksmitowano a budynek opustoszał. W takim stanie rzeczy popadł w ruinę.

### Opis
Dwór parterowy, murowany i otynkowany, posadowiony na planie prostokąta, podpiwniczony z mieszkalnym poddaszem, przekrytym dachem dwuspadowym o połaciach z blachy. Elewacja frontowa 7-osiowa z 3-osiowym ryzalitem na środku, zabudowanym, mieszczącym sionkę. Ryzalit został zwieńczony ścianką attykową. Po lewej stronie dobudowana pierwotna przybudówka gospodarcza. Po lewej stronie wspomniane nowe wejście. Całość skomponowana w duchu neorenesansu. Detal architektoniczny wyrażony w boniowaniu narożnym korpusu i ryzalitu, opaski okienne i wydatne gzymsy kordonowe, otwory w ryzalicie zamknięte półkoliście. Układ wnętrz dwutraktowy z sienią na osi i schodami prowadzącymi na poddasze.

## Park
W Kobylinie znajdują się pozostałości parku krajobrazowego.